# Hyperolius quadratomaculatus
Espèce
Statut de conservation UICN

 DD  : Données insuffisantes
Hyperolius quadratomaculatus est une espèce d'amphibiens de la famille des Hyperoliidae.

## Répartition
Cette espèce est endémique de Tanzanie. Sa localité type est la ville de Mohorro dans le district de Rufiji dans la région de Pwani mais aucune population sauvage n'est connue,. 

## Publication originale
- Ahl, 1931 : Amphibia, Anura III, Polypedatidae. Das Tierreich, vol. 55, p. 412.